# Francis Nief
Francis Nief est un scénariste français.

## Biographie
Francis Nief est scénariste pour la télévision, le cinéma, l'animation, le jeu vidéo et la VR. Depuis une vingtaine d'années, il collabore à l'écriture de nombreuses séries télévisées. Il a écrit et coécrit une trentaine de scénarios pour des séries de 52 et 90 minutes, essentiellement des polars. Il a également dialogué une quarantaine d'épisodes de série quotidienne et dirige une collection pour TF1 production.
En 2002, il reçoit le Prix du scénario au Festival de la fiction TV de Saint-Tropez pour un épisode de Boulevard du Palais : "Les murmures de la forêt".
En 2010, il est lead writer pour la société Ubisoft. Il dirige l'écriture et créé les personnages principaux du jeu vidéo Tom Clancy's Ghost Recon: Future Soldier.
Francis Nief est également scénariste de cinéma. Il est l'auteur de Plan de table, réalisé par Christelle Raynal et produit par La Petite Reine. En 2012, Plan de table fait l'ouverture du Festival International du film de comédie de l'Alpe d'Huez (Prix d'Interprétation féminine pour Elsa Zylberstein).
En 2020, Plan de table fait l'objet d'un remake sur Netflix : Love Wedding Repeat, réalisé par Dean Craig.
En 2023, Francis Nief écrit le scénario et les dialogues des "Mondes Disparus", une expérience immersive en réalité virtuelle de 45 minutes, co-produite par Emissive et le Muséum national d'Histoire naturelle.
Francis Nief encadre également des ateliers d'écriture en tant que formateur à l'École supérieure de réalisation audiovisuelle pour les Mastères scénario et au Conservatoire Européen d'Ecriture Audiovisuelle.

## Filmographie

### Scénariste

#### Cinéma
- 2012 : Plan de table de Christelle Raynal

#### Télévision
- Plus belle la vie - Dialoguiste saison 15 et 16
- Section de recherches - 4 épisodes
- Cherif - 1 épisode
- Commissaire Magellan - 1 épisode
- L'Internat - 5 épisodes
- Carla Rubens - 2 épisodes
- Femmes de loi - 2 épisode
- Sauveur Giordano - 1 épisodes
- Action spéciale douanes - 2 épisodes
- Quai numéro un - 1 épisodes
- Une femme d'honneur - 6 épisodes
- Les Cordier, juge et flic - 4 épisodes
- Boulevard du Palais - 1 épisode
- Kong - 2 épisodes

#### Narration interactive
- Jeu vidéo Tom Clancy's Ghost Recon: Future Soldier (Xbox360 et Playstation 3)
- Expérience VR Mondes Disparus (Emissive, Muséum national d'Histoire naturelle)